# ایسلا گرند د تیرا دل فوئگو
ایسلا گرند د تیرا دل فوئگو (انگلیسی: Isla Grande de Tierra del Fuego) به معنای جزیره بزرگ سرزمین آتش، جزیره‌ای در انتهای زبانه جنوبی آمریکای جنوبی است که توسط تنگه ماژلان از این قاره جدا می‌شود. بخش غربی این جزیره (۶۱٫۴٪) به مساحت ۲۹٬۴۸۴٫۷ کیلومتر مربع در استان‌های تیه‌را دل فوئگو و استان جنوبگانی شیلی واقع شده و بخش شرقی جزیره (۳۸٫۶٪) با مساحت ۱۸٬۵۰۷٫۳ کیلومتر مربع در استان تیرا دل فوئگو آرژانتین قرار دارد. این جزیره توده خشکی اصلی مجمع‌الجزایر تیرا دل فوئگو را تشکیل می‌دهد.
مساحت این جزیره ۴۷٬۹۹۲ کیلومتر مربع است و بزرگ‌ترین جزیره آمریکای جنوبی و ۳۰مین جزیره بزرگ دنیا به‌شمار می‌رود. اوسوایا و ریو گرانده بزرگ‌ترین شهرهای این جزیره هستند که هر دو در آرژانتین قرار دارند. استان تیرا دل فوئگو در سمت آرژانتینی جزیره در سال ۲۰۱۰ حدود ۱۲۷٬۲۰۵ نفر جمعیت داشته‌است؛ در حالی که جمعیت بخش متعلق به شیلی با وجود وسعت بیشتر، فقط ۶٬۶۵۶ نفر (سال ۲۰۱۲) بوده‌است که تقریباً به صورت کامل در استان تیرا دل فوئگو، شیلی قرار دارد.
زمین‌لرزه دسامبر ۱۹۴۹ شیلی با بزرگای ۷٫۸ در مقیاس بزرگای گشتاوری در بخش متعلق به شیلی و نزدیک مرز آرژانتین روی داد که بزرگ‌ترین ثبت‌شده در جنوب آرژانتین بوده‌است.